# Jeziorko (Pojezierze Dobiegniewskie)
Jeziorko (także Szypa) – jezioro na Pojezierzu Dobiegniewskim, położone w województwie zachodniopomorskim, w powiecie choszczeńskim, w gminie Bierzwnik o powierzchni 17,85 ha. Maksymalna głębokość jeziora wynosi 18,5 m. Jeziorko ma owalny kształt. Na zachodnim brzegu jeziora leży wieś Kolsk.
Zbiornik znajduje się w zlewni Mierzęckiej Strugi.